# River Atlético Clube
Il River Atlético Clube, noto anche semplicemente come River, è una società calcistica brasiliana con sede nella città di Teresina, capitale dello stato del Piauí.

## Storia
Il 1º marzo 1946, il club venne fondato dagli studenti della Ginásio Leão XIII, guidati dal docente Anilthon Soares. Dionísio Brochado importa a San Paolo le divise della squadra argentina del River Plate, e successivamente denomina la squadra con lo stesso nome della squadra argentina adottandone i colori e le divise. Nel 1948, dopo due anni dalla fondazione, il River ha vinto il suo primo campionato statale.
Nel 1977, il club ha partecipato al Campeonato Brasileiro Série A per la prima volta, terminando al 41º posto. Il club ha partecipato di nuovo al campionato nel 1978, terminando al 69º posto, nel 1979, terminando all'83º posto, nel 1981, terminando al 39º posto, e nel 1982, terminando al 44º posto.
Nel 2000, il River ha partecipato alla Copa João Havelange, competizioni che sostituì il campionato brasiliano quell'anno. Il club fu inserito nel "Modulo Giallo" (equivalente dalla seconda divisione), dove è stato eliminato al primo turno.

## Palmarès

### Competizioni statali
- Campionato Piauiense: 32

1948, 1950, 1951, 1952, 1953, 1954, 1955, 1956, 1958, 1959, 1960, 1961, 1962, 1963, 1973, 1975, 1977, 1978, 1980, 1981, 1989, 1996, 1999, 2000, 2001, 2002, 2007, 2014, 2015, 2016, 2019, 2023

### Altri piazzamenti
- Campeonato Brasileiro Série D:

Secondo posto: 2015
- Copa Norte:

Semifinalista: 2000, 2001